# Norra Möre och Stranda domsagas tingslag
Norra Möre och Stranda domsagas tingslag var ett tingslag i Kalmar län i Norra Möre och Stranda domsaga. Det bildades 1 januari 1948 av Stranda tingslag och Norra Möre tingslag. Tingslaget upplöstes 1 januari 1969 då dess verksamhet överfördes till Oskarshamns domsagas tingslag och Möre och Ölands domsagas tingslag. Tingsplats var Mönsterås och Kalmar.

## Ingående områden
Tingslaget omfattade Stranda härad och Norra Möre härad.